# Skodje kommun
Skodje kommun (norska: Skodje kommune) var en kommun i Møre og Romsdal fylke i västra Norge. Kommunens centralort var tätorten Skodje. 

## Administrativ historik
Skodje kommun tillkom 1849 genom utbrytning ur den dåvarande kommunen Borgund. 1902 delades kommunen och Vatne kommun bildades. 1916 överfördes ett område med 14 invånare till Borgunds kommun.
1965 upphörde Skodje kommun och området gick upp i Ørskogs kommun, varifrån det bröts ut 1977 för att åter bilda en egen kommun.
Den 1 januari 2020 slogs kommunen samman med Harams, Sandøy, Ørskogs och Ålesunds kommuner.

## Tätorter
- Skodje, centralort, 1 805 invånare

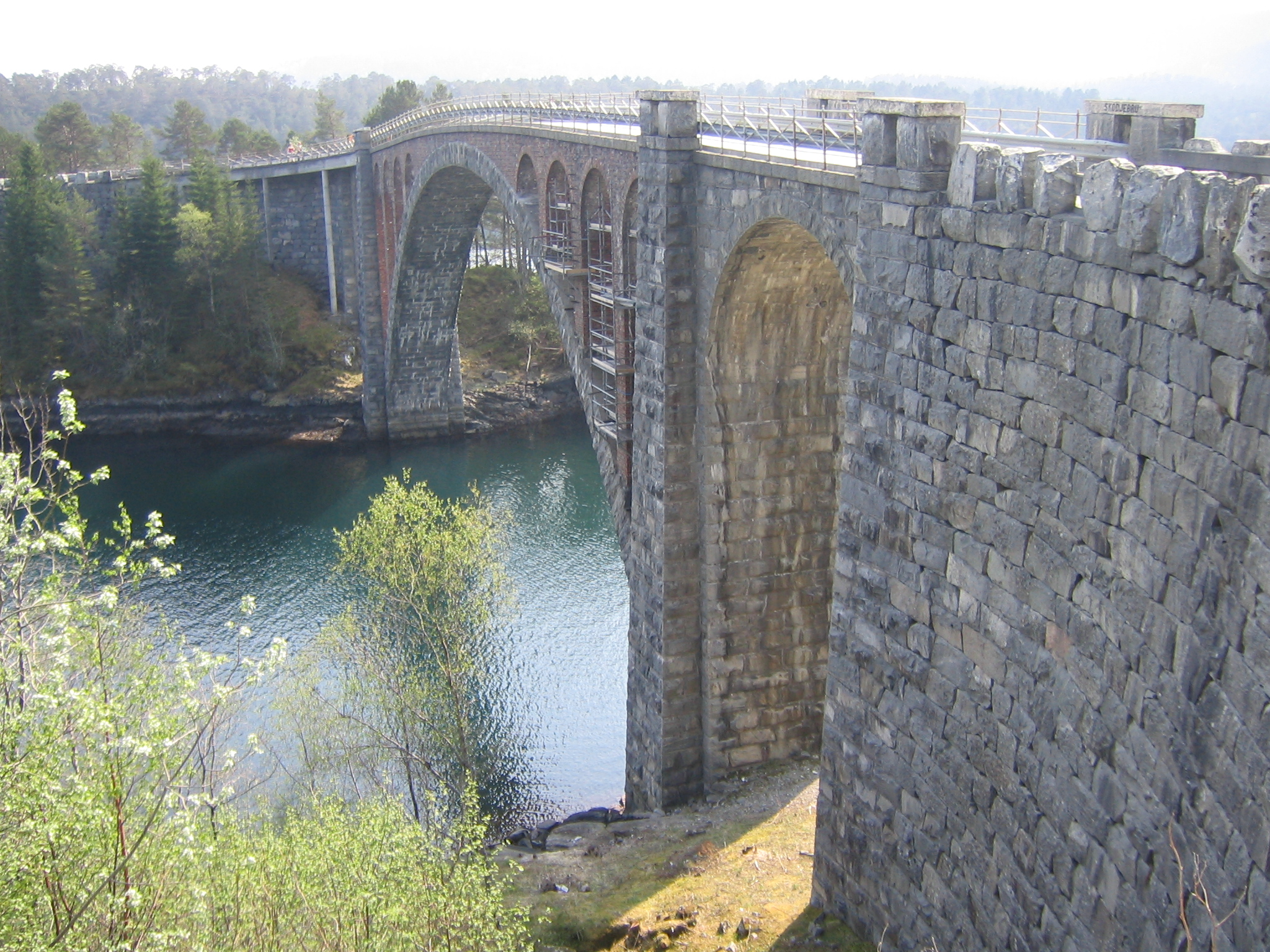
Skodjebroarna.

- Valle, 400 invånare